# Eugène-François de Block

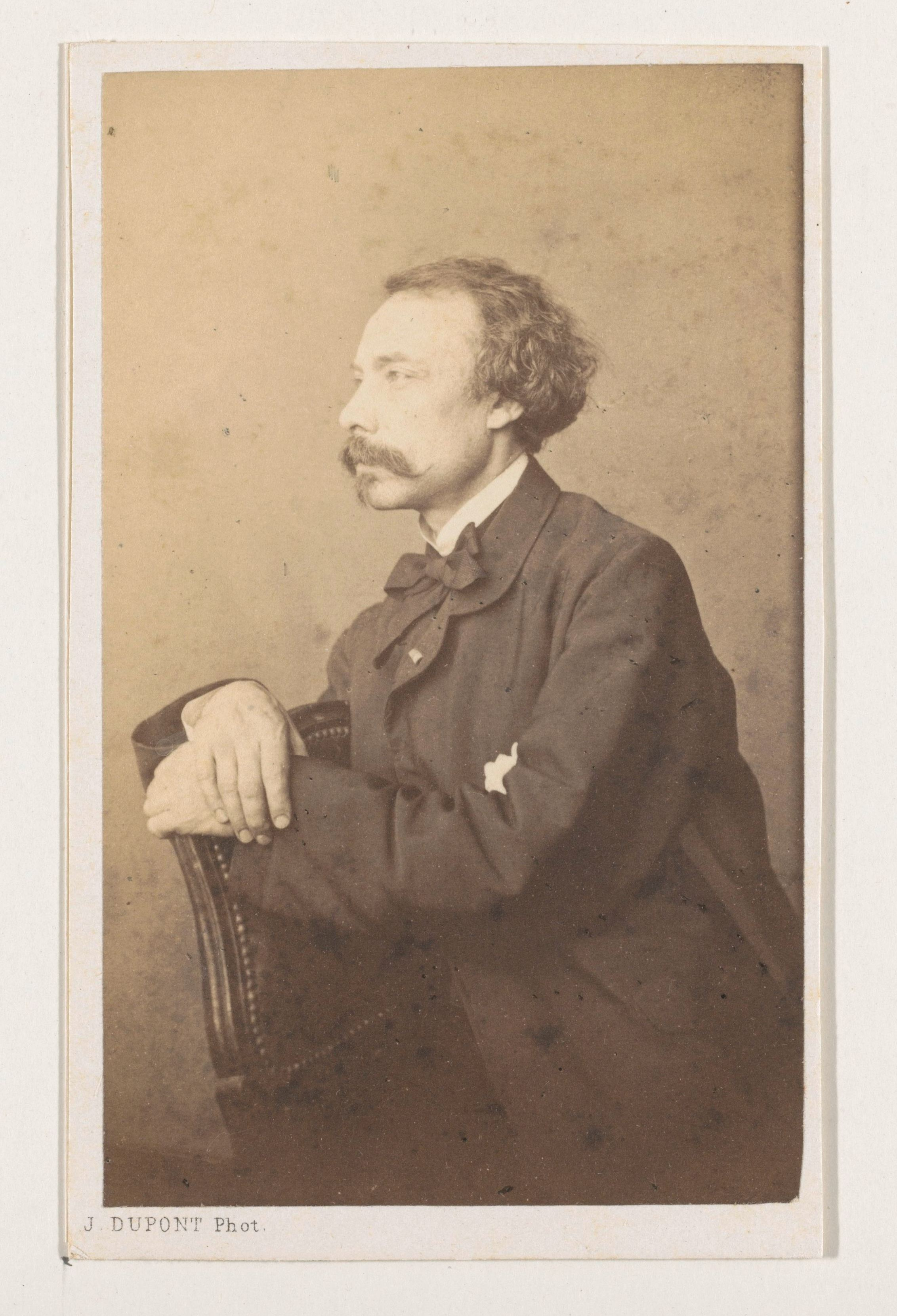
Eugène-François de Block

Eugène-François de Block (* 14. Mai 1812 in Geraardsbergen; † 23. Januar 1893 in Antwerpen) war ein belgischer Genremaler, Radierer und Zeichner.
Seine erste künstlerische Ausbildung erhielt er an der Tekenschule (Zeichenschule) in Geraardsbergen. Später wurde er Schüler des Historienmalers Pierre Van Huffel (1769–1844) in Gent. Nach 1834 lebte er in Antwerpen, wo er seine künstlerische Ausbildung bei Ferdinand de Braekeleer dem Älteren abschloss. 1838 ließ er sich in Brüssel nieder.
Anfangs war er stark von De Braekeleers Werken beeinflusst, aber um 1860 entwickelte er seinen eigenen Stil. Seine frühen Arbeiten waren größtenteils humoristisch, aber er bewegte sich später in Genreszenen, Interieurs, Porträts und sogar religiös thematisierten Werken. Er stellte seine Werke auf den Ausstellungen in Paris, London und Brüssel aus.
Einer seiner Schüler war der deutsche Maler Ludwig von Hagn, der mit ihm in seinen Ateliers in Antwerpen und Brüssel arbeitete. Auch Edmond de Schampheleer gehörte zu seinen Schülern.

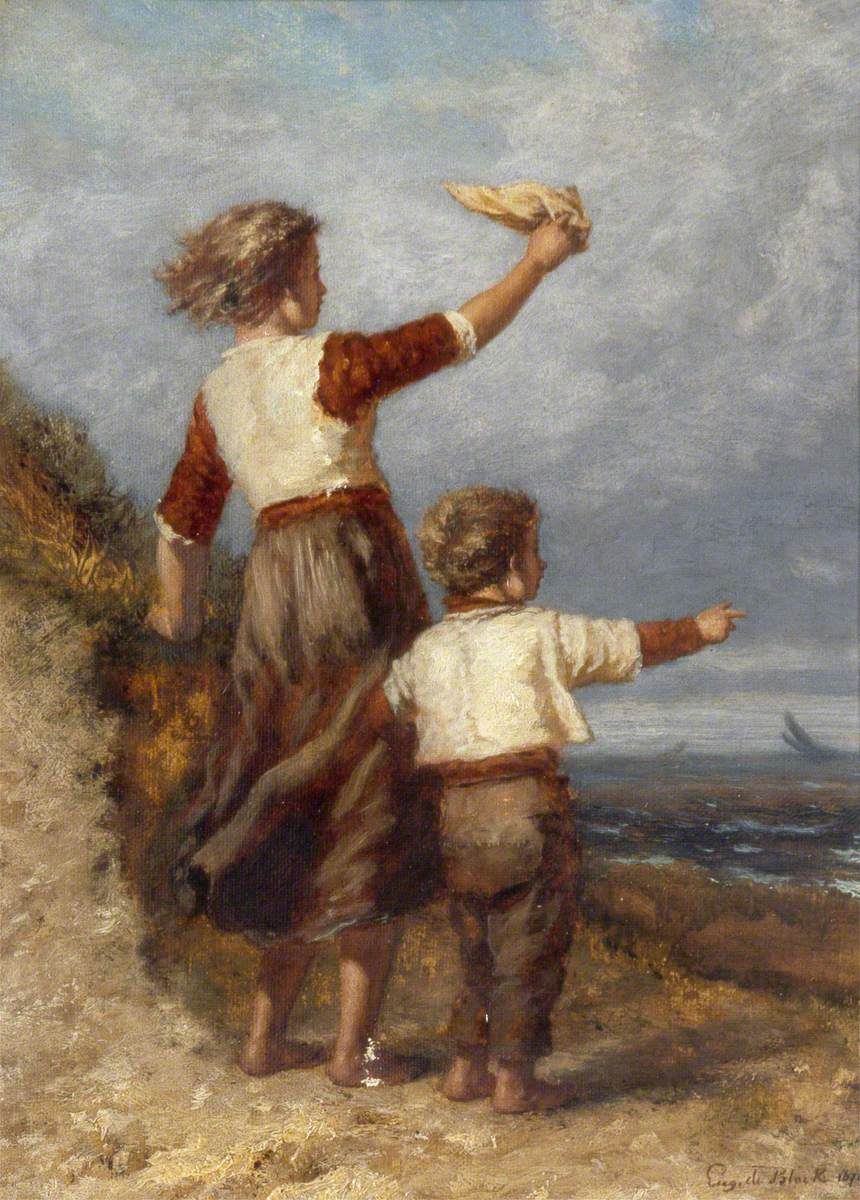
Das Signal

Von 1885 bis 1891 war er Kurator des Königlichen Museum der Schönen Künste in Antwerpen. Er wurde zum Mitglied der Königlichen Akademie von Belgien ernannt. Im Rijksmuseum Amsterdam befinden sich 67 seiner Werke.